# مانووای
مانووای (به انگلیسی: Monowi) دهکده‌ای است در شهرستان بوید ایالت نبراسکا در ایالات متحده آمریکا. جمعیت مانووای در سرشماری سال ۲۰۱۰ میلادی، ۱ نفر بوده‌است.
این دهکده کوچک‌ترین روستای آمریکا به‌شمار می‌آید و مدت‌ها تنها یک فرد ساکن داشته‌است به نام السی آیلر، اگرچه سرشماری ۲۰۲۰ گزارش داد که جمعیت مانووای به دو نفر افزایش یافته‌است. واژه مانووای از زبان سرخ‌پوستی محل گرفته شده و به معنی «گُل» است. دلیل این نام‌گذاری نیز رویش گل‌های وحشی زیاد در محلی است که این دهکده بر روی آن بنا شد.
مانووای به صورت شهرداری تعاونی اداره می‌شود. السی آیلر هم شهردار مانووای، هم گرداننده تنها اغذیه‌فروشی و هم کتابدار کتابخانه مانووای است. او این کتابخانه را با گردآوری کتاب‌های شوهر درگذشته خود بنا کرده‌است. 